# David López Panea
David López Panea (Sevilla, 1973) es un pintor español cuya obra parte de una relación con y desde la naturaleza, mediante la deconstrucción y reinterpretación del paisaje. Con numerosas exposiciones individuales y colectivas en España, fue premio de pintura Focus Abengoa en 2004, y su obra está en museos y en colecciones públicas y privadas.

## Formación
Licenciado en Historia del Arte por la Universidad de Sevilla ha recibido una formación variada mediante su participación en diversos talleres en el Centro Andaluz de Arte Contemporáneo (CAAC) y la universidad hispalense. Ha trabajado con artistas, comisarios y críticos destacados de la escena sevillana y nacional como Fernando Martín Martín, Juan Luis Moraza, Bárbara Raubert, Laurence Rassel, Fernando Millán y Juan Fernández Lacomba.  Con este último mantiene una especial vinculación, pues a partir de conocer su obra y realizar diversos cursos con el artista y comisario, López Panea se decantó hacia la representación del paisaje.

## Interpretación del paisaje

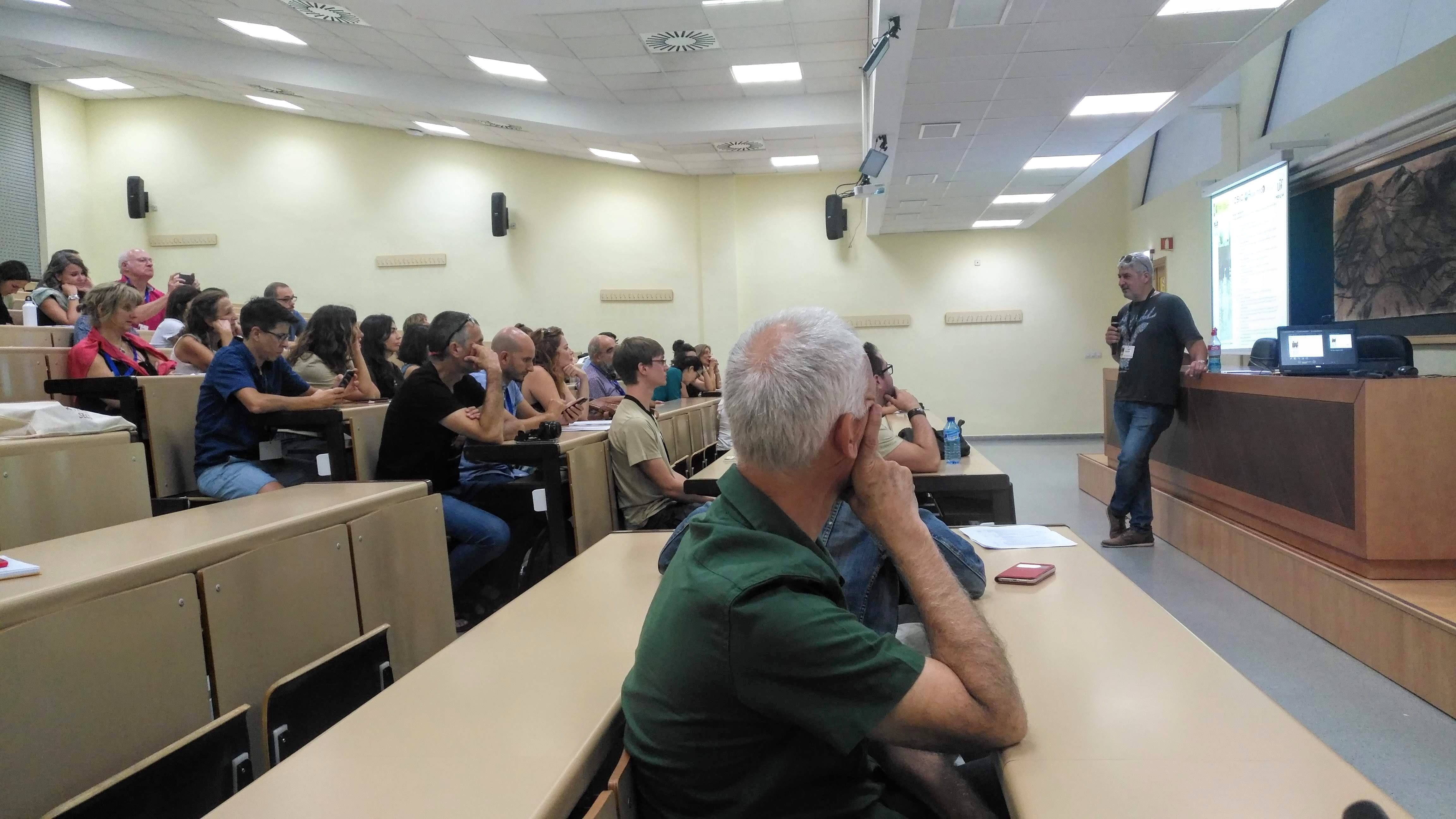
David López Panea, explicando su trabajo con materiales naturales ante investigadores del suelo durante la 32 Reunión Nacional de Suelos (RENS2019) en la Facultad de Biología de Sevilla.

Reivindica el paisaje al natural, donde las condiciones de trabajo son muy complejas. Esta relación con el paisaje se establece como un binomio hombre-naturaleza, la clarividencia de hallarse frente a su propia verdad sin intermediarios. Por ello todo su trabajo de investigación parte de una vínculo emocional con paisajes conocidos del entorno andaluz y extremeño. Resultado de ello es la ruptura y reconstrucción, consiguiendo una original reinterpretación del paisajismo, señalada y reconocida por críticos y artistas.
El crítico Iván de la Torre, tras la obtención del premio Focus Abengoa escribió sobre el artista: "López Panea consigue renovar el concepto formal y expresivo del paisajismo clásico desde el interior de sus fórmulas, para reinventarlo desde la perspectiva topográfica de un nuevo espacio monumental dispuesto para ser conquistado y recorrido por héroes y gigantes, por dioses y centauros".
Otros comparan su proceso de relación con la naturaleza como el que establecía el pintor británico David Hockney: “El proceso que sigue David López Panea (Sevilla, 1973) es muy parecido al que acabo de exponer. Tanto en la sierra de Cádiz como en los desiertos de Almería y ahora en Los Alcores, insiste en convivir con el entorno, medirse con él y pintar desde el mismo interior de una relación que, iniciada con el paisaje, la pintura, como una conversación, va anudando y fortaleciendo”.

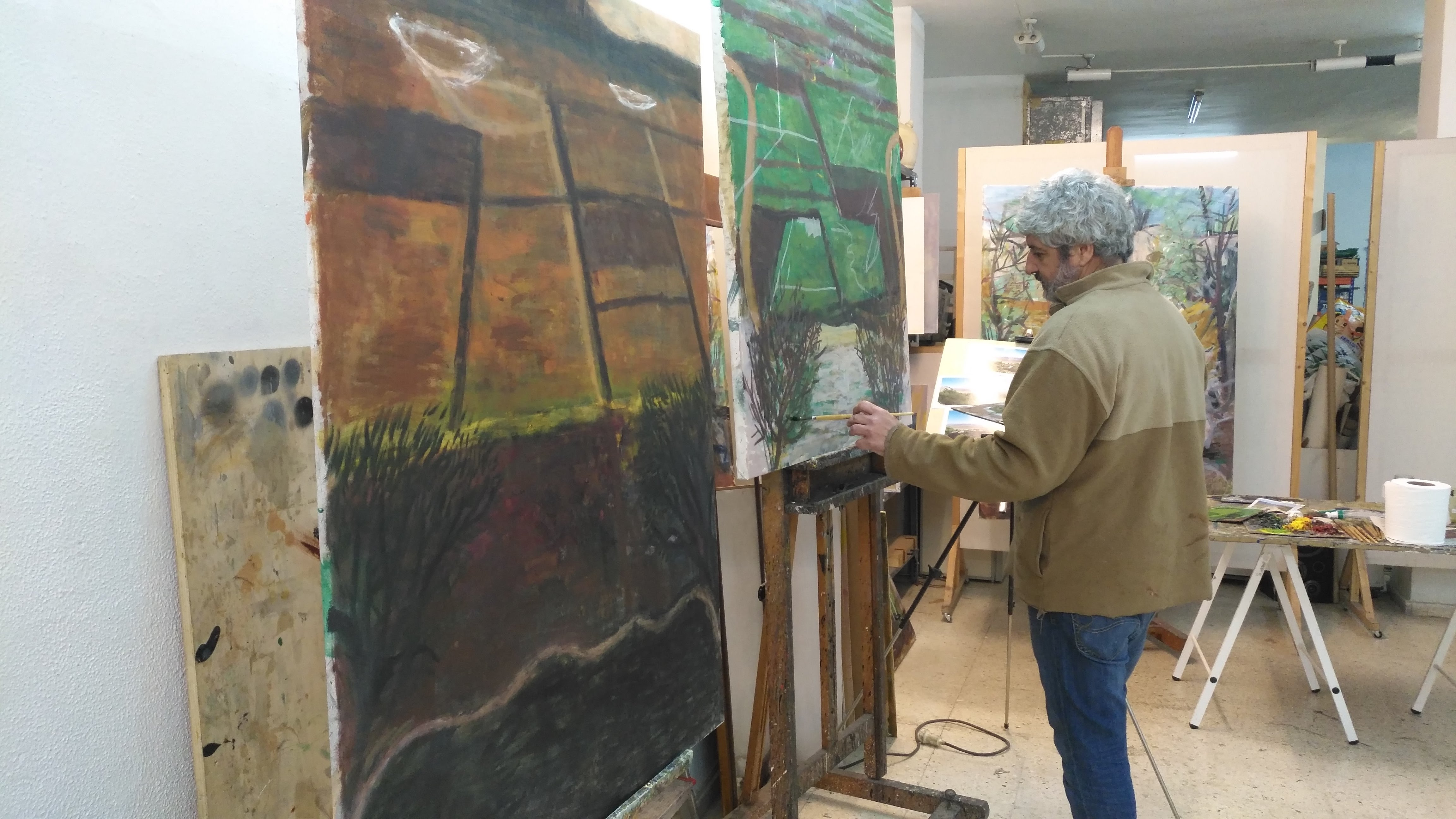
David López Panea, trabajando sobre un paisaje en su estudio (Sevilla, 2018)

Para Antonio Jordán, profesor de Ciencias del Suelo de la Universidad de Sevilla: “López Panea construye el paisaje. No simplemente nos hace mirar un trozo de país representado en un lienzo o un papel, sino que nos invita a formar parte de él. A sentir el calor del sol, el frío de la sombra, el correr del agua, el olor de las plantas, la aspereza de la roca, el color, la vida y la muerte. A sentirnos observados por su obra, interpelados.”
Pintor, pedagogo y animador cultural, desde su taller en la ciudad de Sevilla, el Salón de Arte Crisol, imparte clases y fomenta la actividad cultural, reivindicando la participación del arte en las distintas manifestaciones sociales.

## Exposiciones individuales más destacables
- 2019 - "El Dragón de las Siete Cabezas + El Hombrecino de Barro". Casa de la Cultura de Villafranca de los Barros, Badajoz
- 2017 - "El oco", Valdelarte, Valdelarco, Huelva
- 2014 - "Carné", Neilson Galery, Grazalema, Cádiz
- 2013 - "La Sagrada Forma", Museo de Almería, Almería[9]
- 2010 - "Venerables". Galería Birimbao, Sevilla

## Exposiciones colectivas destacables
- 2019 - "Plan Renove", comisariada por Patricia Bueno y Sema D'Acosta, Sevilla
- 2017 - "El aire que nos llega", Galería Birimbao, Sevilla[10]
- 2015 - "Cum pictura poesis", comisariada por Michel Hubert Lépicouché. MEIAC (Museo Extremeño e Iberoamericano de Arte Contemporáneo), Badajoz
- 2014 - "La primavera de la pintura", comisariada por Michel Hubert Lépicouché. Fundación Pons (Madrid), Sala de Exposiciones de la Hacienda Santa Ana del Ayuntamiento de Tomares (Sevilla), Casa de la Cultura de Don Benito (Badajoz), Sala de Exposiciones de la Diputación de Huelva
- 2008 - "Los Claveles, una aproximación a la pintura sevillana", comisariada por Alejandro Durán y Patricia Ruiz. Fundación Chirivella Soriano, Valencia[11]
- 2006 - "La estrategia del calcetín", comisariada por Iván de la Torre. Centro Cultural El Monte, Sala Villasís, Sevilla
- 2006 - "ALBIAC (Bienal Internacional de Arte Contemporáneo parque natural Cabo de Gata- Níjar)”. Zona 8, Arte andaluz, Centro de Exposiciones de Rodalquilar, Almería

## Obra en colecciones públicas
- Ayuntamiento de Utrera
- Ayuntamiento de Carmona
- Ayuntamiento de Alcalá de Guadaira
- Fundación Cajasol
- Confederación de Empresarios de Cádiz (CEC)
- Fundación Focus-Abengoa
- Fundación Aparejadores Sevilla

## Distinciones
- 2018 - XL Certamen Nacional de Arte Contemporáneo Ciudad de Utrera. Adquisición
- 2010 - INICIARTE. Ayuda a la creación en Arte contemporáneo Junta de Andalucía. Consejería de Cultura
- 2006 - INICIARTE. Ayuda a la creación en Arte contemporáneo Junta de Andalucía. Consejería de Cultura
- 2005 - Generación 2005. Premios y becas de arte Caja Madrid. Seleccionado
- 2004 - Primer premio de Pintura Fundación Focus-Abengoa